# Parc national Ulittaniujalik
Der Parc national Ulittaniujalik (Inuktitut ᐅᓕᑦᑕᓂᐅᔭᓕᒃ ᒥᕐᖑᐃᓯᕐᕕᖓ) ist ein 5293 km² großer Parcs national in der kanadischen Provinz Québec. Dort entspricht ein Parc national allerdings dem, was in den übrigen Provinzen und Territorien einem Provincial Park entspricht. 
Der am 29. Juli 2016 eingerichtete Park liegt auf der Ungava-Halbinsel im äußersten Norden der kanadischen Provinz Québec in der Region Nunavik und ist der aktuell jüngste der Provinzparks. Der nächstgelegene Ort, die Inuit-Siedlung Kangiqsualujjuaq, liegt nördlich des Parks am Ufer der Ungava Bay.
Der höchste Punkt im Schutzgebiet ist der Pic Pyramid, mit einer Höhe vom 400 m. Westlich des Berges wird der Park vom Rivière George durchflossen.
Laut der Parkverwaltung leben im Schutzgebiet 34 Säugetierarten, 97 Vogelarten, 11 Fischarten und 4 Amphibienarten. 
Grundsätzlich werden die Parcs national in der Provinz Québec durch die Société des établissements de plein air du Québec (Sépaq) verwaltet. Da der Park jedoch nördlich des 55. Breitengrads und damit in der Region Nunavik liegt, erfolgt die Verwaltung durch die der Administration régionale Kativik (Kativik Regional Government, KGR) unterstehende Parcs Nunavik. 